# Kabe (raper)
Kabe, właśc. Bartosz Krupka (ur. 17 czerwca 2000 w Olsztynie) – polski raper. Członek kolektywu GCBW.
Współpracował z takimi wykonawcami jak: Kali, Miszel, Kizo, Mr. Polska, Major SPZ, Białas, Płomień 81, Kaz Bałagane, Asster, Waldemarem Kastą, niemieckim Kolektywem 102Boyz czy belgijskim wokalistą Danzelem. 

## Życiorys
Urodził się w Olsztynie, jednak wychowywał się na paryskim osiedlu. Był związany z wytwórnią Stoprocent, która wypromowała wielu polskich artystów tego stylu muzycznego.

## Kariera
Swoją popularność zdobył dzięki singlowi „Albinos” wydanym w 2019 roku (złota płyta w 2022 roku).
W styczniu 2019 wydał soundtrack do traileru filmu Kobiety mafii 2 we współpracy z innym raperem Sobotą.
W 2019 wydał piosenkę „Skiety Klapki Remix” wraz z raperem Kizo. W październiku 2022 piosenka osiągnęła 27 mln wyświetleń w serwisie YouTube. 17 stycznia 2020 wydał EP pt. „Albinos”.
Na kanale Que Quality 21 stycznia 2020 roku pojawił się singiel Kabe „Que Pasa”, który był pierwszym singlem w nowej wytwórni.
20 listopada 2020 wydał pierwszy oficjalny album studyjny Mowgli. Na płycie pojawiły się takie single jak: „Mowgli", „Wczoraj”, „Fefe”, „Nike Air Max”, „Ghetto Life”, „Euro”, „2.0" i „Nad ranem”.
11 maja 2021 wydał singiel „Każdy dzień", który osiągnął status złotej płyty. 1 kwietnia 2022 wystąpił gościnie u polskiego raper Miszela w utworze „Dres", który 27 kwietnia 2022 uzyskał status złotej płyty i do końca 2022 roku zgromadził 30 mln wyświetleń.
13 września 2022 z Miszelem wydał piosenkę „Sheraton" zapowiadającą wspólną płytę raperów.
Na swoim profilu na Spotify, w grudniu 2022 roku, posiadał 1,3 mln miesięcznych słuchaczy.

## Dyskografia

### Albumy studyjne
| Rok  | Album | Najwyższa pozycja na liście | Certyfikat             | Sprzedaż       |
| Rok  | Album | POL                         | Certyfikat             | Sprzedaż       |
| ---- | --- | --------------------------- | ---------------------- | -------------- |
| 2020 | Mowgli - Wydany: 20 listopada 2020 - Wytwórnia: QueQuality, Step Hurt - Formaty: CD, digital download, streaming                       | 2                           | - POL: platynowa płyta | - POL: 30 000+ |
| 2022 | King Kong - Wydany: 1 lipca 2022 - Wytwórnia: QueQuality, Step Hurt - Formaty: CD, digital download, streaming                         | 1                           | - POL: złota płyta     | - POL: 15 000+ |
| 2022 | Złote przeboje (oraz Miszel) - Wydany: 30 grudnia 2022 - Wytwórnia: QueQuality, Step Hurt - Formaty: CD, digital download, streaming   | 1                           | - POL: platynowa płyta | - POL: 30 000+ |
| 2023 | Księga dżungli - Wydany: 27 października 2023 - Wytwórnia: QueQuality, Step Hurt - Formaty: CD, digital download, streaming            | 7                           | brak                   | brak danych    |
| 2025 | Widok na morze - Wydany: 20 czerwca 2025 - Wytwórnia: GCBW, Sony Music Entertainment Poland - Formaty: CD, digital download, streaming | 4                           | brak                   | brak danych    |

### Minialbumy
| Rok  | Album                                                                                                | Najwyższa pozycja na liście | Certyfikat         | Sprzedaż       |
| Rok  | Album                                                                                                | POL                         | Certyfikat         | Sprzedaż       |
| ---- | --- | --------------------------- | ------------------ | -------------- |
| 2020 | Albinos - Wydany: 17 stycznia 2020 - Wytwórnia: StoproRap - Formaty: CD, digital download, streaming | 31                          | - POL: złota płyta | - POL: 15 000+ |

### Single
| Rok  | Tytuł                                   | Certyfikat                | Album                 |
| ---- | --------------------------------------- | ------------------------- | --------------------- |
| 2019 | „Albinos”                               | - POL: złota płyta        | Albinos               |
| 2019 | „Skiety&Klapki Remix” (gościnnie: Kizo) | - POL: platynowa płyta    | Albinos               |
| 2019 | „Wracam do gry”                         | - POL: złota płyta        | Chada: Jesteś legendą |
| 2020 | „Nike Air Max”                          | - POL: platynowa płyta    | Mowgli                |
| 2020 | „Nad ranem”                             | - POL: 2× platynowa płyta | Mowgli                |
| 2020 | „Fefe”                                  | - POL: złota płyta        | Mowgli                |
| 2021 | „Każdy dzień”                           | - POL: platynowa płyta    |                       |
| 2022 | „Sheraton” (oraz Miszel)                | - POL: 2× platynowa płyta | Złote przeboje        |
| 2022 | „Bon Appétit” (oraz Miszel)             | - POL: platynowa płyta    | Złote przeboje        |
| 2022 | „Rarara” (oraz Miszel)                  | - POL: 2× platynowa płyta | Złote przeboje        |
| 2022 | „Pronto” (oraz Miszel)                  | - POL: platynowa płyta    | Złote przeboje        |
| 2022 | „Bajlando” (oraz Miszel)                | - POL: złota płyta        | Złote przeboje        |

Występy gościnne
| Rok  | Tytuł                                                         | Certyfikat                | Album               |
| ---- | ------------------------------------------------------------- | ------------------------- | ------------------- |
| 2018 | „Krea7orzy” – Major SPZ (gośc. Kabe)                          | - POL: złota płyta        | Lustro              |
| 2019 | „News” – MaRina (gośc. Kabe)                                  | - POL: złota płyta        | Warstwy             |
| 2020 | „Zegar” – Kaz Bałagane (gośc. Kabe)                           | - POL: złota płyta        | Digital Scale Music |
| 2020 | „Papi Papi” – Deemz (gośc. Beteo, Kizo, Kabe)                 | - POL: platynowa płyta    | Souce               |
| 2020 | „Wszystko Si” – Kizo, Jongmen, Bonus RPK (gośc. Kabe)         | - POL: złota płyta        | Heavyweight         |
| 2020 | „Czarny dress” – Mr. Polska (gośc. Kabe, Kizo)                | - POL: platynowa płyta    | Bajki na dobranoc   |
| 2020 | „Futro” – Kizo (gośc. Kabe)                                   | - POL: platynowa płyta    | Posejdon            |
| 2021 | „Bezprawie” – Lipa (gośc. Kabe)                               | - POL: złota płyta        | Paranoja            |
| 2021 | „Kortyzol” – Onar (gośc. Kabe, Kizo)                          | - POL: złota płyta        | Achtung             |
| 2021 | „Aladin” – Kizo (gośc. Kabe)                                  | - POL: złota płyta        | Jeszcze pięć minut  |
| 2022 | „Dres” – Miszel (gośc. Kabe)                                  | - POL: 3× platynowa płyta | No Face             |
| 2022 | „Fefe2” – Louis Villain (gośc. Kabe)                          | - ZPAV: złota płyta       | Maestro             |
| 2023 | „Deja Vu” – Kronkel Dom (gośc. Kabe)                          | - POL: platynowa płyta    | Guten Tag           |
| 2023 | „Colosseum” – Kizo (gośc. Kabe, ReTo, Gruby Mielzky, Borixon) | - POL: 2× platynowa płyta |                     |
| 2023 | „Ceo” – Asster (gośc. Kabe)                                   | - POL: platynowa płyta    | All Day Fresh       |

### Inne certyfikowane utwory
| Rok  | Tytuł                                         | Certyfikat          | Album          |
| ---- | --------------------------------------------- | ------------------- | -------------- |
| 2020 | „6 6 6” (Kali, Major SPZ; gośc. Kabe, Żabson) | - ZPAV: złota płyta | HUCPA          |
| 2022 | „Nieporozumienie” (oraz Miszel)               | - POL: złota płyta  | Złote przeboje |